# Округ 06 (Дюссельдорф)
Городской административный округ 06 (нем. Stadtbezirk 06) - один из десяти округов, составляющих территорию города Дюссельдорфа, столицы федеральной земли Северный Рейн-Вестфалия.

## Общая характеристика
Подразделяется на административные районы, которых здесь четыре: Лихтенбройх (Lichtenbroich), Мёрсенбройх (Mörsenbroich), Рат (Rath) и Унтеррат (Unterrath). Современная территория округа, как составная часть Дюссельдорфа, была выделена в 1975 году. Руководство округа базируется на Мюнстерштрассе, 519 (Münsterstraße, 519) (район Рат).
В противоположность другим крупным городам Северного Рейна-Вестфалии, в которых округа имеют свои собственные названия (например, в Кёльне и Дуйсбурге), в Дюссельдорфе они обозначены только цифрами.

## Особенности округа
Округ 06 имеет ясно выраженные границы только на севере и востоке: на севере он граничит с дюссельдорфским международным аэропортом и городом Ратинген, на востоке - граница проходит по Аперскому лесу. На юге и западе граница определяется только по табличкам на улицах, поскольку округ вплотную примыкает к застройкам соседних городских административных округов 01, 02, 05 и 07.
Округ образовался как один из индустриальных центров Дюссельдорфа, в первую очередь вокруг крупного трубного завода (Mannesmannröhren-Werke AG). В последние десятилетия промышленность утрачивает своё районнообразующее значение, заменяясь многочисленными офисами и бизнес-парками. Этому способствует надёжная транспортная сеть (аэропорт и автобаны A44, A52).
Округ плотно заселён, причём не наблюдается определённого порядка и группировок сооружений: рядом с современными роскошными виллами можно увидеть рядовые жилые послевоенные многоквартирные дома, у жилых кооперативов из 20-х годов XX века - высотные здания 70-х годов XX века. Соответственно, в округе перемешана социальная структура населения.

## Политическая ориентация
На последних коммунальных выборах, прошедших в 2009 году, за представителей различных партий население проголосовало следующим образом: ХДС - 45,1%, СДПГ - 25,6%, Зелёные - 10,7%, СвДП - 8,8%, Левые - 2,7%, остальные партии - 4,5%. Партийное представительство в руководстве округа таким образом сформировалось в соответствии с пропорциями отданных за кандидатов голосов, среди которых преобладают христианские демократы (ХДС) (9 из 19 представителей).

## Фотогалерея четырёх районов округа

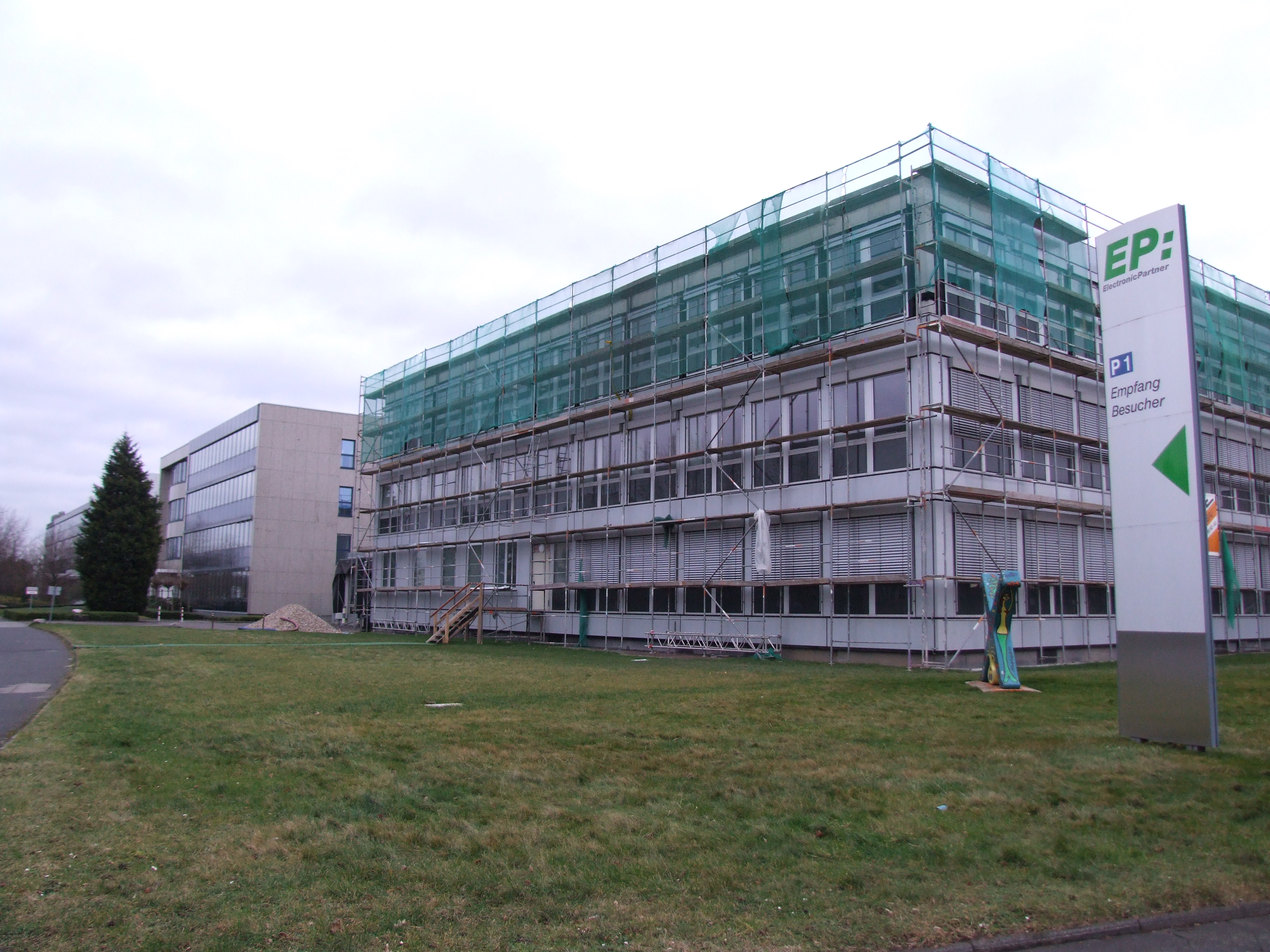
Офис EP Electronic Partner, Лихтенбройх
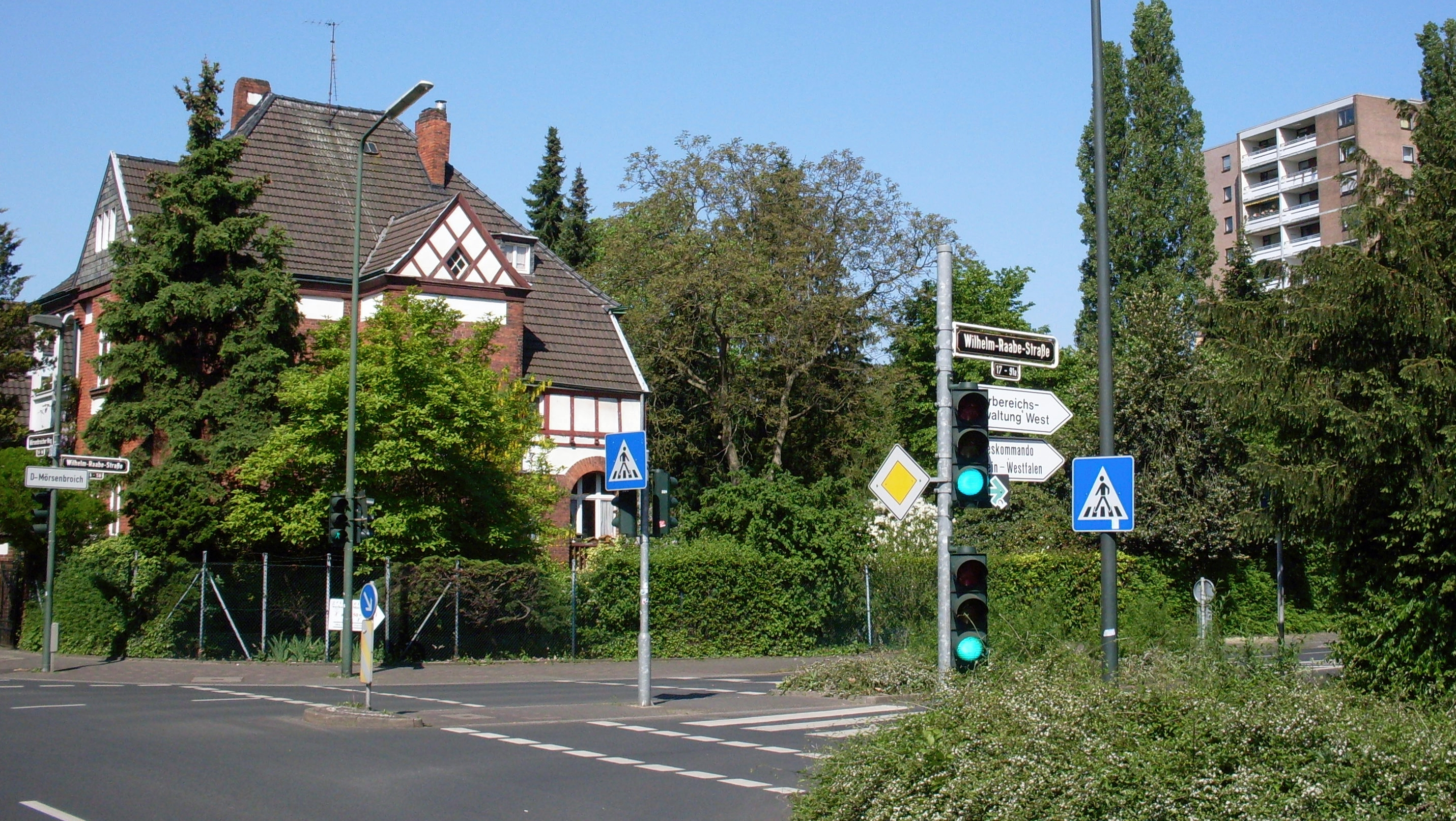
Старое и новое, Мёрсенбройх
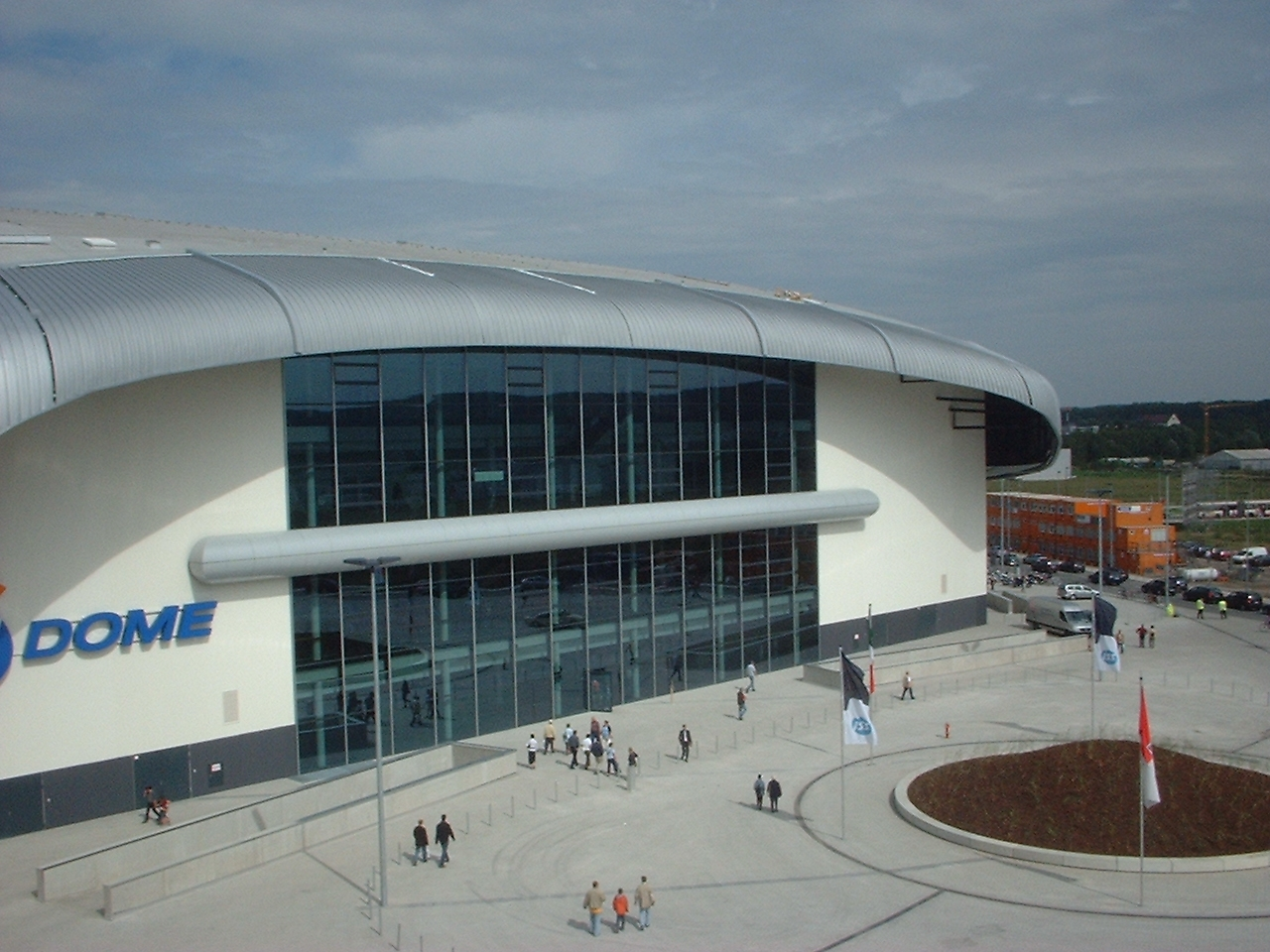
Ледовый стадион ISS-Dome, Рат
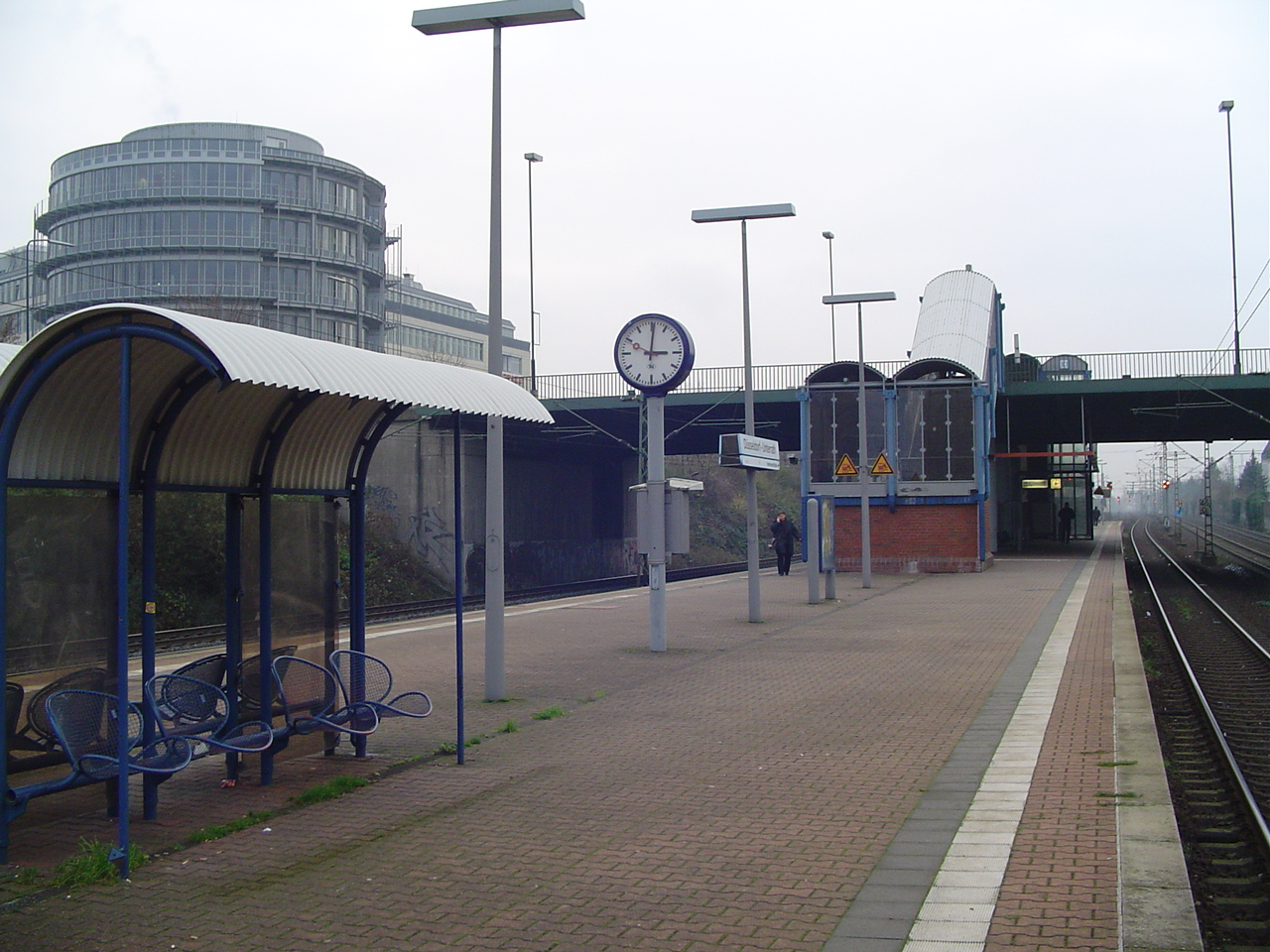
Железнодорожная платформа, Унтеррат

## Дополнительная информация
- Список округов Дюссельдорфа
- Список районов Дюссельдорфа